# Neufchâtel-en-Bray
Neufchâtel-en-Bray ist eine französische Gemeinde mit 4671 Einwohnern (Stand: 1. Januar 2022) im Département Seine-Maritime in der Region Normandie. Sie gehört zum Arrondissement Dieppe. Das Bureau centralisateur des gleichnamigen Kantons befindet sich in der Gemeinde ebenso wie der Sitz des Gemeindeverbands Communauté Bray-Eawy. Die Einwohner werden Neufchâtelois und Neufchâteloises genannt.
Die Gemeinde erhielt 2022 die Auszeichnung „Zwei Blumen“, die vom Conseil national des villes et villages fleuris (CNVVF) im Rahmen des jährlichen Wettbewerbs der blumengeschmückten Städte und Dörfer verliehen wird.

## Geographie

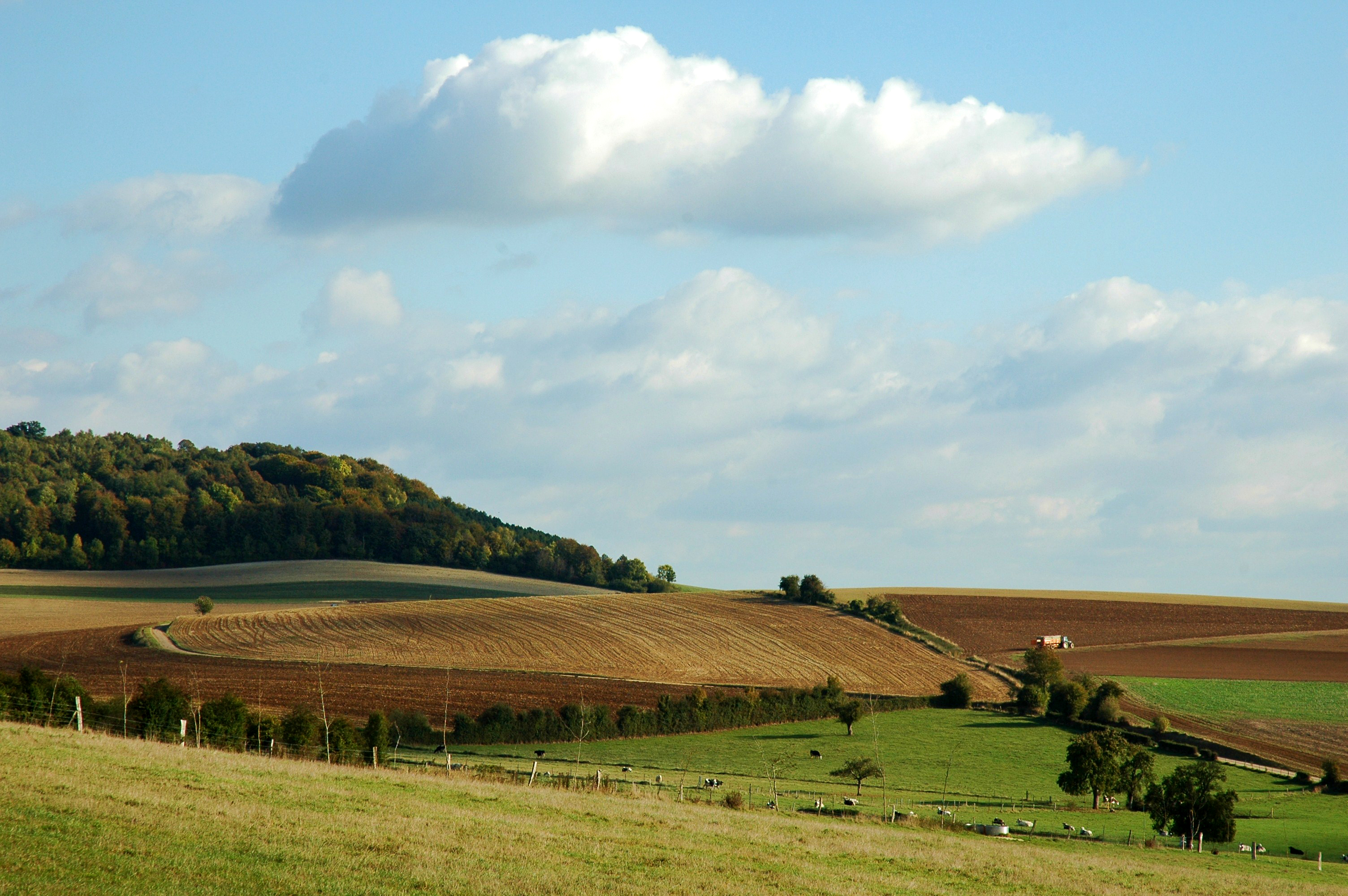
Umgebung von Neufchâtel-en-Bray

Neufchâtel-en-Bray liegt in der Landschaft Pays de Bray am Fluss Béthune. Umgeben wird Neufchâtel-en-Bray von den Nachbargemeinden Lucy im Norden, Ménonval im Nordosten, Neuville-Ferrières im Südosten, Quièvrecourt im Südwesten sowie Saint-Martin-l’Hortier im Nordwesten.
Durch die Gemeinde führt die Autoroute A28 sowie die früheren Routes nationales 28, 29 und 314. 

## Geschichte
Im 11. Jahrhundert war der Ort unter den Bezeichnungen Drincourt bekannt. 
1472 wurde der Ort von Charles le Téméraire (Karl der Kühne) zerstört. 

### Bevölkerungsentwicklung

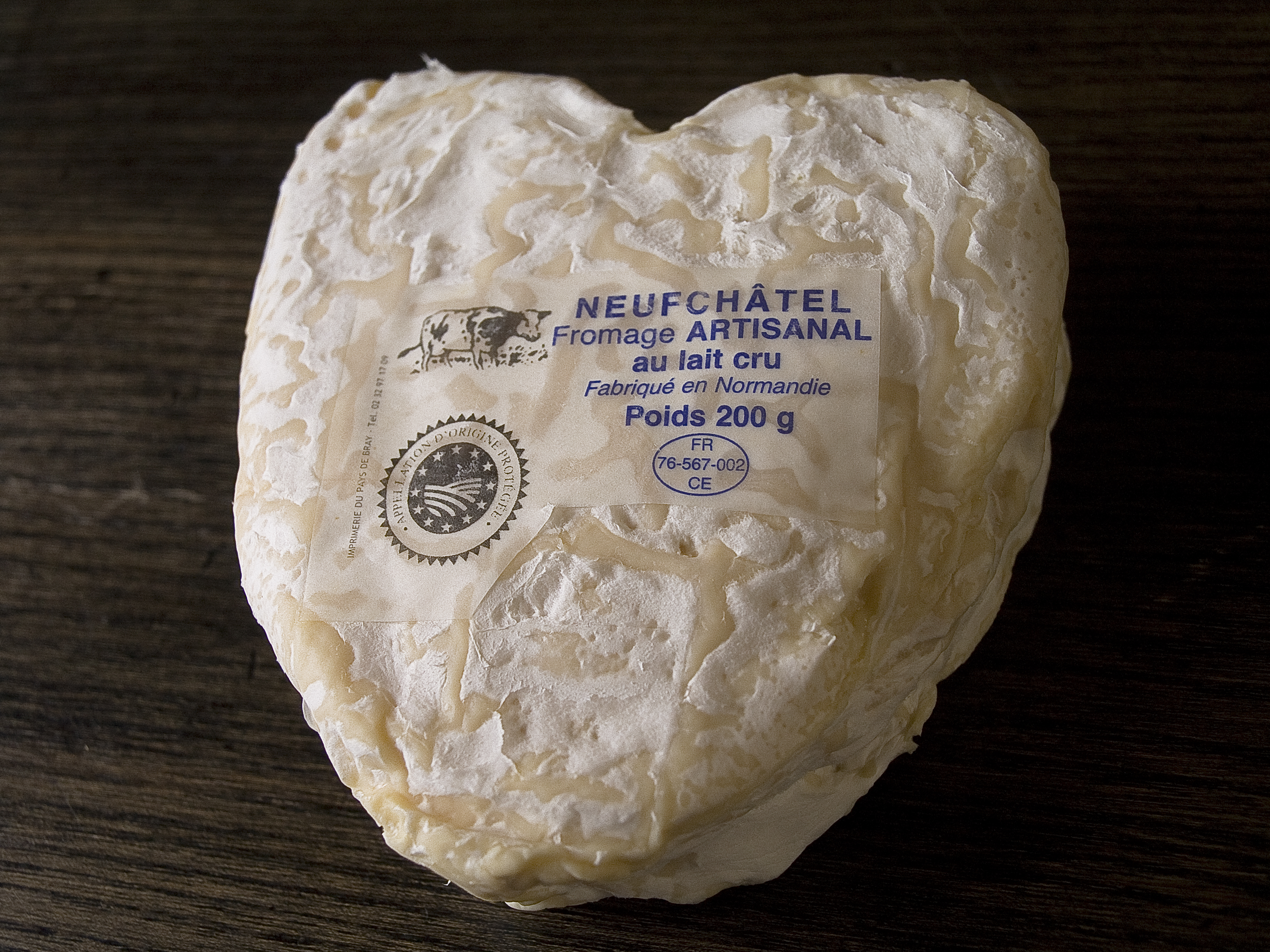
Neufchâtel-Käse

| Jahr      | 1962 | 1968 | 1975 | 1982 | 1990 | 1999 | 2006 | 2011 | 2020 |
| Einwohner | 5590 | 5883 | 5814 | 5498 | 5322 | 5103 | 4946 | 4836 | 4646 |

## Wirtschaft
Besonders bekannt wurde der Ort für die Käsereien, die die gleichnamige Käsesorte Neufchâtel herstellen.

## Sehenswürdigkeiten
- Kirche Notre-Dame aus dem 12., mit Umbauten aus dem 13. und 16. Jahrhundert, mit herausragenden Glasmalereien, seit 1914 als Monument historique klassifiziert[2]
- Musée des Arts et Traditions Populaires Mathon-Durand, als Musée de France klassifiziert

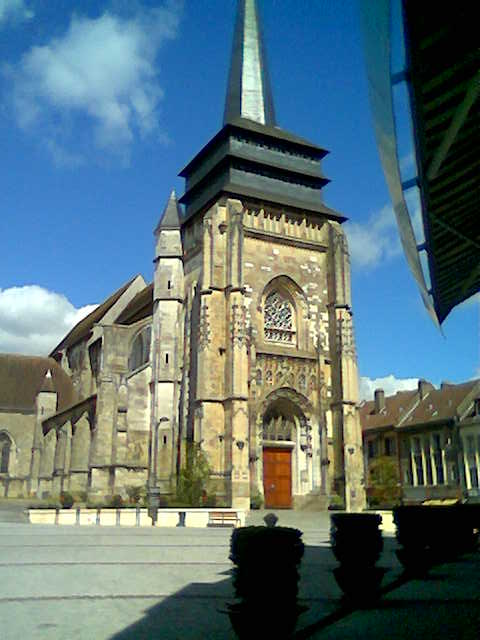
Kirche Notre-Dame
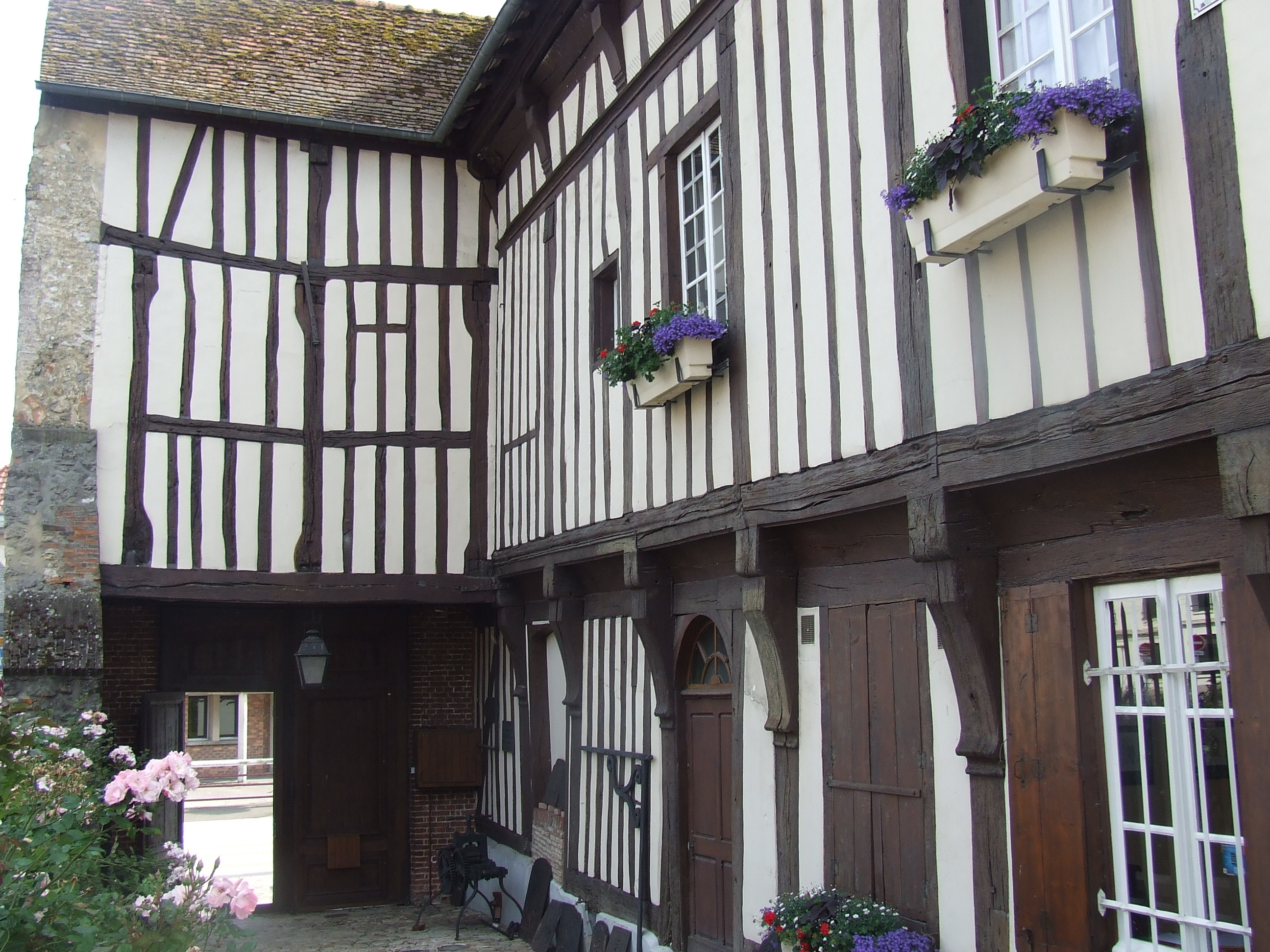
Museum Mathon Durand

## Gemeindepartnerschaft
Mit der britischen Gemeinde Whitchurch in Shropshire (England) besteht seit 1975 eine Partnerschaft.

## Persönlichkeiten
- Charles Lemercier de Longpré (1778–1854), französischer Politiker und Marineminister während der Restauration, geboren in Neufchâtel-en-Bray
- Robert Odic (1887–1958), Offizier der Luftstreitkräfte, geboren in Neufchâtel-en-Bray
- Bruno Thibout (* 1969), französischer Radrennfahrer, geboren in Neufchâtel-en-Bray